# Lhota Rapotina
Lhota Rapotina là một làng thuộc huyện Blansko, vùng Jihomoravský, Cộng hòa Séc.